# Alacepril
Alaceprilul este un medicament antihipertensiv ce acționează ca inhibitor al enzimei de conversie a angiotensinei.